# البرة (الخرج)
البرة، هي قرية من فئة (ب) تقع في محافظة الخرج، والتابعة لمنطقة الرياض في السعودية. وتبعد البرة عن محافظة الخرج بمسافة تقارب () كم.